# Bernt Johan Collet
Bernt Johan Holger Collet, född 23 november 1941, är en dansk politiker (Det Konservative Folkeparti), kammarherre, hofjægermester och tidigare försvarsminister i Poul Schlüters andra regering. Tillsammans med bl.a. Poul Schlüter tog han initiativ till upprättandet av den borgerliga tankesmedjan CEPOS 2004 och är numera dess ordförande. Han är sedan 1988 kommendör av Dannebrogsorden och tilldelades Dannebrogordenens Hæderstegn 1993. 

## Bakgrund
Bernt Johan Collet är äldste sonen till kammarherren Harald Collet och trädgårdsarkitekten Else Collet. Han tog studentexamen från internatskolan Herlufsholm utanför Næstved 1960 och var i Den Kongelige Livgarde (1960-1962), där han blev premiärlöjtnant av reserven 1964. Han genomgick därefter utbildning i lantbruk vid Næsgaard Agerbrugsskole (1962-1965) och blev utexaminerad civilekonom från Copenhagen Business School 1968. Han flyttade till USA, där han var anställd på General Mills Inc. (1968-1971). Han tog över familjegodset Lundbygaard Gods 1968 och har drivit det på egen hand sedan 1971. 
Vid sidan om innehade han flera styrelseuppdrag; han var styrelseledamot för Sydsjællands Landbrugsskole (1972-1996), för energibolaget SEAS (1974-1981), för Præstø amts landboförening (1974-1985, ordförande från 1980), representant (och vice ordförande från 1980) för finanskoncernen Alm. Brand A/S (1975-1985), styrelseledamot för Danmark-Amerika Fondet (1973-1987), Det Kgl. Danske Landhusholdningsselskab (1981-1987) och Dansk Landbrugsmuseum (1982-1986).

## Politisk karriär
Collet blev invald till Folketinget första gången 1981 för Vordingborgs valkrets. Han utsågs till partiets ordförande i näringslivspolitiska frågor 1982 och i jordbrukspolitiska frågor (1983-1985). Han var ledamot i Folketingets europautskott (1982-1987) och finansutskott (1984-1987) samt partiets ordförande i finanspolitiska frågor (1984-1987). Han var även vice ordförande i ekonomiutskottet (1986-1987). Han utsågs av Poul Schlüter till försvarsminister 1987, en post han innehade i endast 9 månader. Han återvände till Folketinget efter valet 1988 och blev ordförande för jordbruksutskottet (1988-1990). Han var även ledamot i Nordiska rådet (1988) och dansk delegat vid FN:s generalförsamling (1989). Han utsågs till internationell observatör i Rumäniens första demokratiska val 1990. Han lämnade Folketinget samma år för att bli föreståndare för Herlufsholms internatskola (1990-1994).
Sedan Collet lämnade Folketinget har han varit styrelseledamot för Codan Bank A/S (1993-1995) och för Kong Olav V:s Fond sedan 1989. Han har även varit ordförande för intresseorganisationen Civiløkonomerne (1998-2005), Nordisk Civiløkonomforbund (2002-2005), presidieledamot för ekonomförbundet CIADEC (1998-2005) samt styrelseledamot för Akademikernes Centralorganisation (1998-2005), varav som ledamot i det verkställande utskottet från 1999.
Collet har varit med och skrivit böckerna Kilder til Danmarks Historie 1945-82 (1984) och 13 værdier bag den danske velfærdsstat (2007).